# Naser Khader
Naser Khader (arabiska:ناصر خاضر), född 1 juli 1963 i Damaskus, är en dansk-syrisk skribent, föredragshållare, politiker (Konservative Folkeparti, tidigare Radikale Venstre och Liberal Alliance) och tidigare partiledare för Liberal Alliance.

## Biografi
Naser är sambo till juristen och författaren Bente Dalsbæk och har själv skrivit flera artiklar och böcker, bland annat Ære og Skam (1996), khader.dk (2000) og Nasers Brevkasse. Interview ved Elisabeth Svane (2001).
Naser Khader tog cand. polit-examen vid Köpenhamns universitet 1993. 1984 blev han medlem i Radikale Venstre, och invaldes i Folketinget 2001. Khader lämnade Radikale Venstre den 7 maj 2007 för att bilda sitt eget parti, Ny Alliance, tillsammans med Anders Samuelsen och Gitte Seeberg. 2009 lämnade han partiet, som då hade bytt namn till Liberal Alliance, och övergick till Konservative Folkeparti.
I augusti 2021 uteslöts Khader ur Det Konservative Folkeparti efter att Danmarks Radio intervjuade fem kvinnor som berättade om att han utsatt dem för sexuella trakasserier.

## Samhällsdebattör
Khader har även arbetat som arabisk tolk och gjort sig känd som förespråkare för moderat islam. Han bildade rörelsen Moderata Muslimer (senare Demokratiska Muslimer) när striden om Muhammed-karikatyrerna tog fart.[källa behövs]